# Günter Siefarth
Günter Siefarth (* 2. Juni 1929 in Düsseldorf; † 1. Juli 2002 in Leverkusen) war ein deutscher Journalist.

## Leben und Wirken
Siefarth studierte Geschichte in Freiburg und Innsbruck, dort promovierte er über Das Problem der Friedenssicherung in der deutschen Publizistik des achtzehnten Jahrhunderts. Ab 1957 arbeitete er für den WDR und moderierte dort die Magazinsendung Hier und Heute. Damals bildete das Westdeutsche Fernsehen mit dem Norddeutschen Rundfunk eine gemeinsame Arbeitsgemeinschaft für das Medium Fernsehen; Hier und Heute wurde dabei allerdings ausschließlich in Nordrhein-Westfalen ausgestrahlt.
1961 gründete er zusammen mit Addi Furler und Ernst Huberty die ARD-Sportschau. Lange Jahre leitete er beim WDR-Fernsehen die Wissenschaftsredaktion und war Leiter der Zentralen Programmplanung und Sendeleiter.

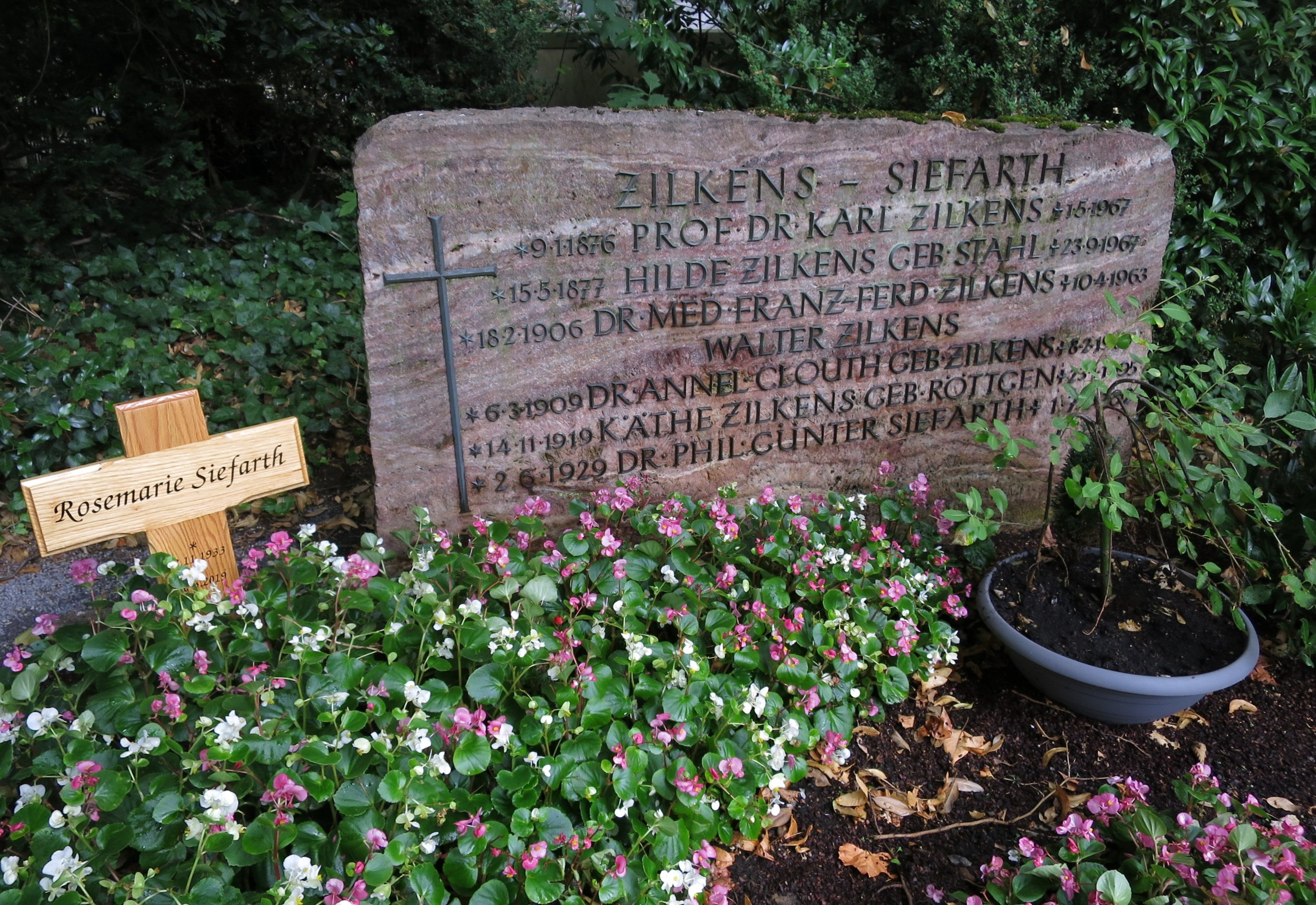
Grabstätte Melaten-Friedhof (Juli 2019)

Dem Publikum ist er besonders als Berichterstatter der Fernsehübertragung der Mondlandung von Apollo 11 im Juli 1969 bekannt, als er 28 Stunden lang live aus dem „WDR-Apollo-Studio“ berichtete, was ihm den Spitznamen Mister Apollo eintrug.
Außerdem erstellte er Berichte für wissenschaftliche Magazine und moderierte Wahlsondersendungen, bei denen er die Ergebnisdarstellung  durch die Einführung bewegter Grafiken für den Zuschauer verbesserte.
1992 ging er in den Ruhestand. Mit seiner Ehefrau Rosemarie geb. Clouth (1933–2019) hatte er drei Kinder. Seine Grabstätte befindet sich auf dem Kölner Melaten-Friedhof.

## Werke (Auswahl)
- Geschichte der Raumfahrt. (= Beck’sche Reihe. Nr. 2153). Beck, München 2001, ISBN 3-406-44753-8.